# Justin Best
Justin Best (* 17. August 1997) ist ein Ruderer aus den Vereinigten Staaten. Er war 2023 Weltmeisterschaftszweiter und 2024 Olympiasieger im Vierer ohne Steuermann.

## Sportliche Karriere
Justin Best besuchte die Unionville High School und graduierte 2019 an der Drexel University in Philadelphia. Danach trainierte er in Oakland.
Bei den Junioren-Weltmeisterschaften 2015 gewann Best die Silbermedaille mit dem Achter. Drei Jahre später siegte er mit dem Achter bei den U23-Weltmeisterschaften 2018. Im Jahr darauf wurde der US-Achter Zweiter bei den U23-Weltmeisterschaften 2019.
Wegen der COVID-19-Pandemie wurden die Olympischen Spiele in Tokio erst 2021 ausgetragen. Im Achter-Wettbewerb traten sieben Boote an. Mit einem zweiten Platz im Vorlauf und einem dritten Platz im Hoffnungslauf erreichte der Achter aus den Vereinigten Staaten das Finale. Im Ziel lag die Crew 0,33 Sekunden hinter den drittplatzierten Briten und 0,35 Sekunden vor den fünftplatzierten Niederländern.
2022 trat Best zusammen mit Michael Grady im Zweier ohne Steuermann an, die beiden wurden als Sieger des B-Finales Siebte bei den Weltmeisterschaften 2022 in Račice u Štětí. Im Weltcup trat Best auch 2023 im Zweier an. Für die Weltmeisterschaften in Belgrad wechselte er in den Vierer ohne Steuermann. Justin Best, Nicholas Mead, Michael Grady und Liam Corrigan erreichten die Ziellinie zwei Sekunden hinter den Briten und erhielten die Silbermedaille. Ein Jahr später bei den Olympischen Spielen in Paris siegte der US-Vierer mit Mead, Best, Grady und Corrigan vor dem Boot aus Neuseeland und den Briten.